# Léonard (roman)
Pour les articles homonymes, voir Léonard.
Léonard est un roman de l'écrivain français François Saint-Amand. Publié en 1863 à l'île Maurice, il aurait été signé en septembre 1847, soit à peine plus d'un an avant l'abolition de l'esclavage à l'île Bourbon, où l'action se déroule, le 20 décembre 1848.
Le premier roman social de la littérature réunionnaise, il est introduit comme « une arme de combat » par son auteur, qui est né Libre de couleur. À ce titre, il met en scène une galaxie de personnages s'entrecroisant dans la société coloniale bourbonnaise, dont les dysfonctionnements sont soulignés tout au long de l'intrigue, qui comprend notamment une attaque de marrons.
Léonard est nommé d'après « un brave pêcheur » qui entend épouser une jeune femme convoitée par le maître du voisinage, lequel a par ailleurs des ambitions électorales.
Il s'agit de l'unique roman publié de l'auteur, qui en aurait écrit au moins un autre, annoncé dans la presse réunionnaise sous le titre Journal d'une femme pauvre. Il a été réédité par la Bibliothèque départementale de La Réunion en 2023, accompagné de commentaires.

## Éditions
- François Saint-Amand, Léonard, Typographie E. Dupuy et P. Dubois, 1863 – Édition originale.
- François Saint-Amand, Léonard, Cicéron Éditions, 2023  (ISBN 9782493911087) – Réédition présentée et commentée par Thierry Caro.